# Crocifissione del Perugino
La Crocifissione è un affresco (480x812 cm) di Pietro Perugino, databile al 1494-1496 e conservato nella sala capitolare dell'ex-convento di Santa Maria Maddalena dei Pazzi a Firenze. Nello stesso ambiente si trova anche l'affresco di San Bernardo accoglie il Cristo che si stacca dalla croce (247x145 cm) di un collaboratore.

## Storia
L'affresco, che è la più grande opera di Perugino a Firenze, venne eseguito quando il convento era ancora sotto i frati cistercensi, per volere della famiglia Pucci. Il libro di Antonio Billi riporta la data di commissione del 20 novembre 1493 al "Mastro Piero della Pieve a Chastello perugino" da parte di Dionigi e Giovanna Pucci, mentre il completamento è datato 20 aprile 1496, per un compenso di 55 ducati d'oro.
Le fonti cinquecentesche ebbero modo di vederlo e quindi di menzionarlo, ma quando il convento passò alle monache di clausura di Santa Maria Maddalena dei Pazzi nel 1628 se ne perse memoria. Solo nel 1867, quando venne abbandonato il convento col trasferimento delle religiose, l'affresco venne riscoperto, destando un vivo interesse nella critica.
La sala capitolare è oggi di proprietà statale, ed è gestita dalla soprintendenza per il Polo museale fiorentino. A lungo è stata visitabile accedendo dalla chiesa, tramite un passaggio sotterraneo. La venuta meno dei volontari che si occupavano dell'apertura ha portato a un ripensamento della fruizione dell'affresco che oggi, grazie ad un accordo col Liceo Michelangiolo, è visitabile due volte alla settimana accedendo direttamente dalla scuola in via della Colonna.

## Descrizione e stile

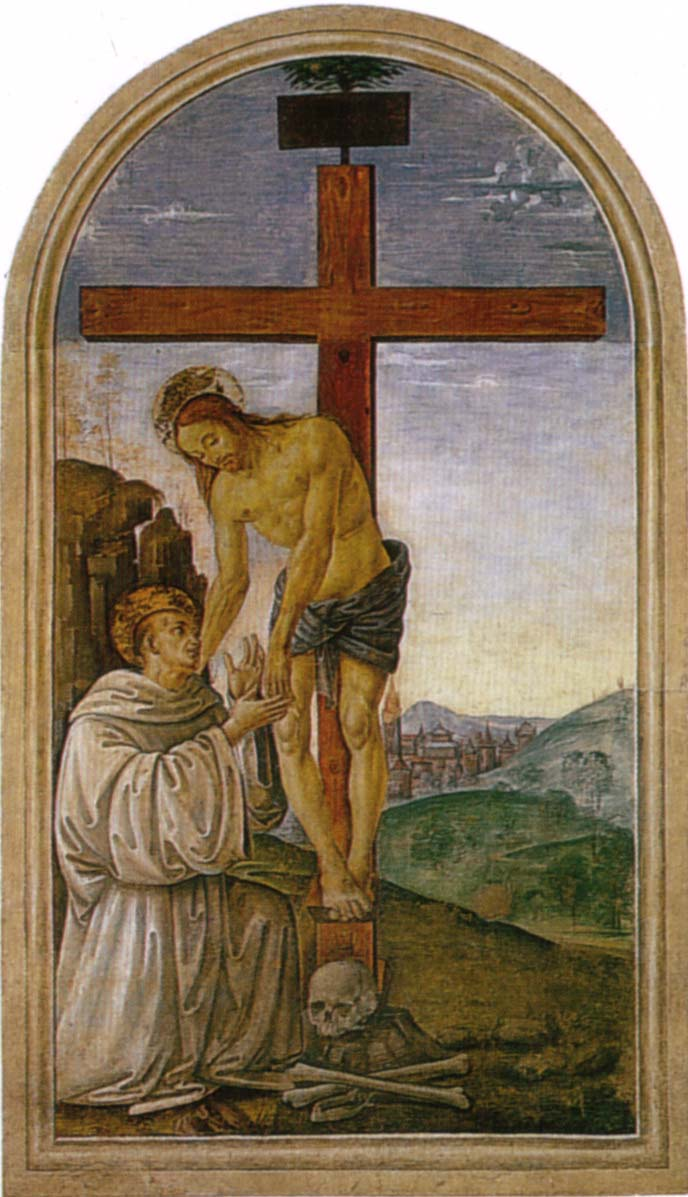
San Bernardo accoglie il Cristo che si stacca dalla croce

La sala capitolare, coperta da volte a crociera sorrette da peducci addossati alle pareti, impose una tripartizione della decorazione in tre parti al di sotto delle arcate, dove il Perugino stesso impostò un'intelaiatura architettonica prospettica con un gradino, pilastri e semicolonne, la cui veduta è perfezionata da un punto di vista centrale sul lato opposto della stanza. La Crocifissione occupa la parete est, mentre il San Bernardo accoglie il Cristo che si stacca dalla croce si trova separato, sulla parete nord.
Nonostante ciò gli affreschi sono unificati dal paesaggio continuo e rarefatto, che si dispiega nelle scene come se si trattasse di un loggiato aperto. Tra dolci colline punteggiate da esilissimi alberelli frondosi, sfumanti verso l'orizzonte tra laghetti e tonalità azzurrine schiarite dalla foschia, si svolge la scena della crocifissione. Gesù si trova nel pannello centrale e campeggia nella parte alta dell'affresco sullo sfondo del cielo dell'alba, velato da nubi rosate e schiarito in prossimità dell'orizzonte. Ai piedi della croce sta inginocchiata la Maddalena penitente, chiara allusione alle Pentite che venivano accolte nel convento. Negli affreschi laterali si vedono san Bernardo di Chiaravalle, fondatore dei Cistercensi e la Madonna (sinistra), san Giovanni evangelista e san Benedetto, fondatore dei Benedettini dei quali i Cistercensi sono una congregazione (destra).
A sinistra, in un paesaggio analogo, si trova poi l'affresco di San Bernardo accoglie il Cristo che si stacca dalla croce, che testimonia il vivo misticismo del fondatore cistercense, riferibili a un assistente del Perugino. La scala dell'affresco è più piccola e contiene maggiori spunti legati alla riflessione, come la presenza delle ossa del Calvario, richiamo al memento mori. Vicino esposta si trova anche la sinopia.
L'opera nel complesso è una trasposizione di un trittico su scala monumentale. L'intonazione aulica e contemplativa, con pochi, sobri personaggi e un'amplissima apertura paesistica, dimostrano la versalità dell'artista, in quegli anni all'apogeo della popolarità fiorentina, capace di creare opere molto diverse, dal vivido realismo del Ritratto di Francesco delle Opere, alla concitata azione del Compianto sul Cristo morto, fino alla solenne monumentalità delle pale d'altare come l'Apparizione della Vergine a san Bernardo, pure un tempo in Santa Maria Maddalena dei Pazzi.
Originale è anche la scelta dei colori, più tenui e delicati, stesi con velature trasparenti sovrapposte, che si differenziano dai vividi accenti plastici delle pitture su tavola di quegli anni.

## Altre immagini

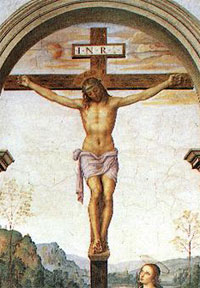
Il crocifisso
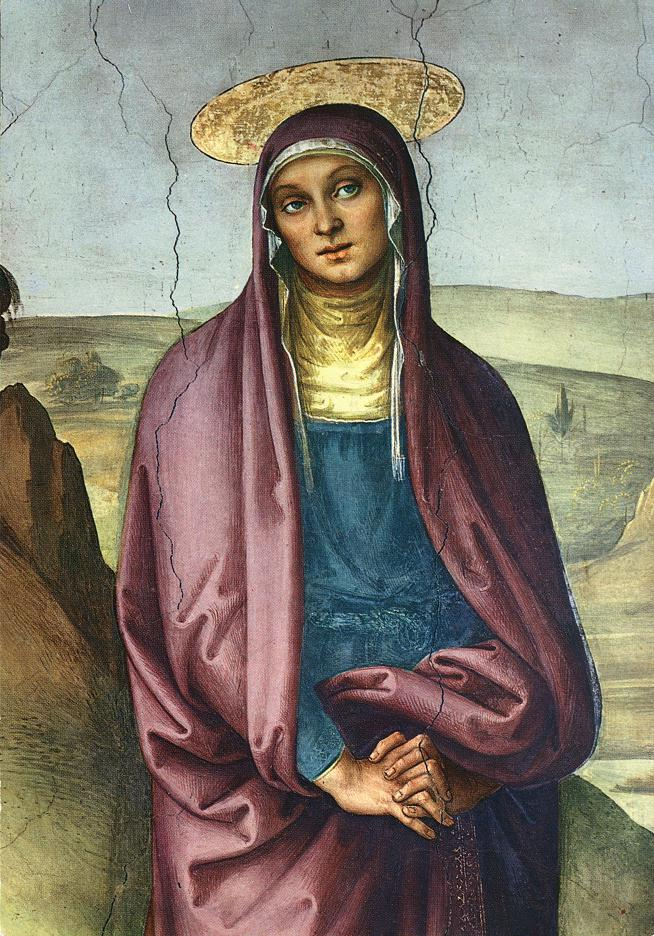
Maria
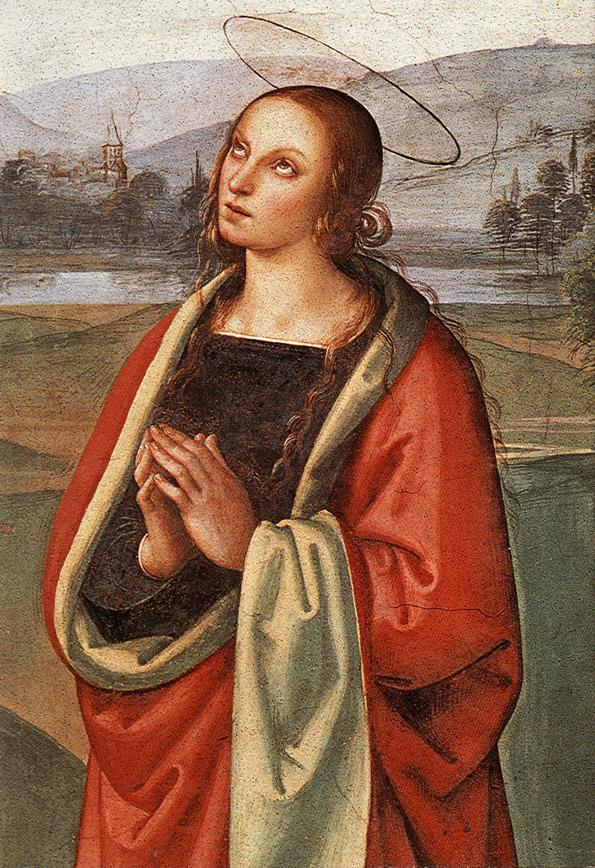
Maria Maddalena
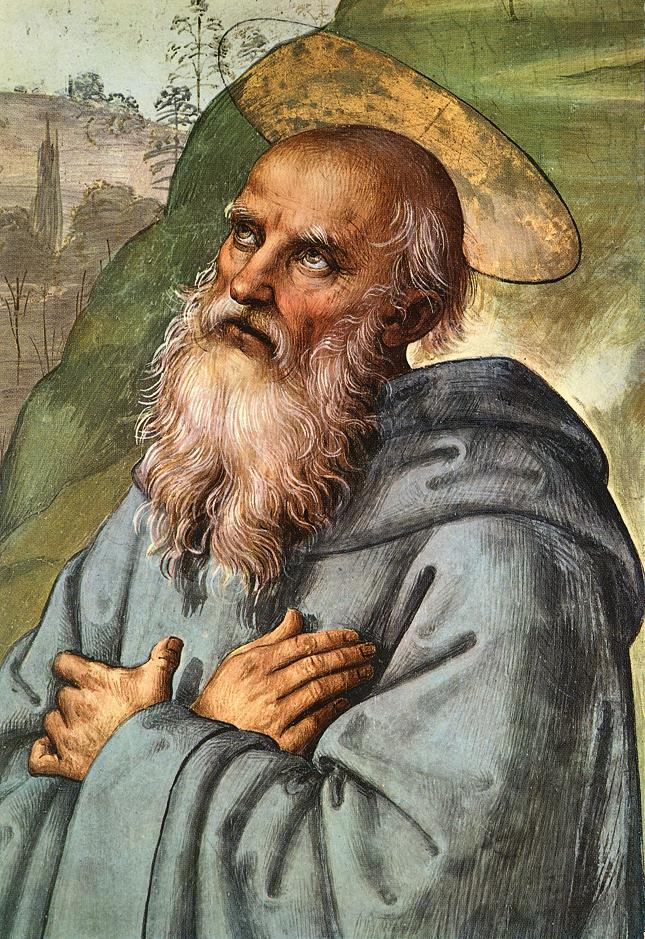
San Benedetto